# Rise (Nordland)
Pour les articles homonymes, voir Rise.
Rise est une localité du comté de Nordland, en Norvège.

## Géographie
Administrativement, Rise fait partie de la kommune de Bø.